# Alejandro Francés
Pour les articles homonymes, voir Francés.
Alejandro Francés, né le 1er août 2002 à Saragosse en Espagne, est un footballeur espagnol qui évolue au poste de défenseur central au Girona FC.

## Biographie

### En club
Né à Saragosse en Espagne, Alejandro Francés est formé par le club de sa ville natale, le Real Saragosse. Il joue son premier match en professionnel le 17 décembre 2019 lors d'une rencontre de coupe d'Espagne face à l'UD Socuéllamos (en). Il est titulaire et son équipe s'impose par un but à zéro.
Le club évolue en deuxième division espagnole lorsqu'il commence sa carrière. Il joue son premier match de championnat le 16 juin 2020 face au CD Lugo. Il est titularisé au poste d'arrière droit et son équipe s'impose par trois buts à un.
Le 20 août 2020 il prolonge son contrat jusqu'en 2024 avec Saragosse et définitivement promu en équipe première. A tout juste 18 ans il s'impose en équipe première lors de la saison 2020-2021,. Ses prestations amènent plusieurs clubs européens à s'intéresser à lui à partir de l'hiver 2021, comme la Juventus, le Séville FC ou encore le Real Madrid.
Le 26 juillet 2024, Alejandro Francés rejoint le Girona FC. Il signe un contrat de cinq ans, soit jusqu'en juin 2029.

### En sélection
Alejandro Francés est retenu avec l'équipe d'Espagne des moins de 17 ans pour participer à la coupe du monde des moins de 17 ans en 2019 qui se déroule au Brésil. Il ne prendre part qu'à deux matchs dont un seul comme titulaire et son équipe est éliminée en quarts de finale par la France (1-6 score final).
En mai 2021, Francés est convoqué pour la première fois avec l'équipe d'Espagne espoirs par le sélectionneur Luis de la Fuente. Il joue toutefois son premier match avec les espoirs le 3 septembre 2021, contre la Russie . Francés est titularisé lors de cette rencontre remportée par son équipe (4-1 score final).